# Girolamo Rossi (incisore)
Girolamo Rossi, detto il Giovane (Roma, 1682 – 1762), è stato un incisore italiano.

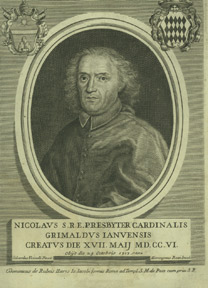
Ritratto del cardinale Nicola Grimaldi eseguito da Girolamo Rossi

È nato e ha vissuto gran parte della sua vita a Roma, dove ha inciso una serie di piastre al seguito di altri pittori italiani. Si dice che sia stato un allievo di Camillo Rama e che dipingesse con lo stile di Paolo Veronese. Ha inoltre eseguito numerosi ritratti dei cardinali del suo tempo, per una serie che è stata poi continuata da Pazzi e altri.
Ha inciso La Vergine e il Bambino Gesù di Correggio e Il Martirio di San Agapita di Giovanni Odazzi. Ha anche inciso un ritratto di papa Pio V e di S. Carlo Borromeo in ginocchio.